# Journal of Topology
Journal of Topology is een internationaal, aan collegiale toetsing onderworpen wetenschappelijk tijdschrift op het gebied van de wiskunde.
De naam wordt in literatuurverwijzingen meestal afgekort tot J. Topology.
Het wordt uitgegeven door Oxford University Press en verschijnt 4 keer per jaar.
Het eerste nummer verscheen in 2008.